# Candida parapsilosis
Candida parapsilosis (Synonym: Candida parakrusei) ist ein asexueller diploider pathogener Hefepilz, der ein wichtiger Faktor einer Sepsis und von Wund- und Gewebeinfektionen bei immunsupprimierten Patienten geworden ist und etwa 15 % der Candida-Infektionen verursacht. Candida parapsilosis-Stämme wurden historisch in Gruppe I, II oder III auf der Basis des molekularen Fingerabdrucks geordnet, seit 2005 werden aber drei miteinander nahe verwandte Arten unterschieden: Candida parapsilosis, Candida orthopsilosis und Candida metapsilosis.
Das Immunsystem ist ein wichtiger Faktor bei Candida parapsilosis-Infektionen. Im Gegensatz zu Candida albicans und Candida tropicalis ist Candida parapsilosis kein obligater menschlicher Erreger, sondern ist auch aus nichtmenschlichen Quellen wie Haustieren, Insekten und Erdboden isoliert worden.
Candida parapsilosis ist auch ein normaler menschlicher Kommensale und es ist einer der am meisten von menschlichen Händen isolierte Pilz. Candida parapsilosis tendiert zur Bildung von Biofilmen und ist dann schwerer zu behandeln.
Es gibt verschiedene Risikofaktoren, welche den Pilz bei der Besiedlung des menschlichen Körpers unterstützen. Immunsupprimierte Individuen mit AIDS/HIV, onkologische Patienten, Neugeborene, operierte Patienten und ältere Patienten, insbesondere nach Darmoperationen und bei Darmerkrankungen, haben ein hohes Infektionsrisiko mit Candida parapsilosis.
Schon 1968 stellten Blank u. a. kanzerogene Eigenschaften bei Candida parapsilosis bei Mäusen fest.
Candida parapsilosis kann bei systemischer Infektion neben den Muskeln auch das zentrale Nervensystem infizieren.
Bekannte Krankheitsbilder sind Endokarditis nach Herzkathetern oder cardiovaskulären Eingriffen, Peritonitis nach Peritonealdialyse, Endophthalmitis nach Linsenimplantation, septische Arthritis, Lungenentzündung (selten), Nagel- und Hornhaut- und Hautmykosen, Befall des Gastrointestinaltraktes.

## Kultur
Candida parapsilosis wächst auf Sabouraud-Agar als weiße bis beige Kolonien, die glatt und glänzend bis leicht faltig sind. Auf RAT bildet sich Pseudomycel aus Ketten von langen Zellen, an denen Trauben von Blastosporen hängen.

## Genetik
Die Moleküle der mitochondrialen DNA (mtDNA) sind in Nukleinsäure-Protein-Komplexe verpackt, auch als mitochondrialen Nukleoide (mt-Nukleoide) bezeichnet.
Die Genomsequenzierung zeigt, dass C. parapsilosis 16 Chromosomen (8 Paare) mit einer Gesamtgenomgröße von rund 13 Mb besitzt (Butler et al. 2009).

## Behandlung
Historisch wurde zur Behandlung von Erkrankungen mit Candida parapsilosis Amphotericin B verwendet. Miconazol, Nystatin, Terbinafin und Triazole wie Fluconazol, Itraconazol, Voriconazol und Posaconazol sind moderne Alternativen, daneben auch Caspofungin.
Die Anwendung richtet sich einmal danach, ob schon eine systemische Infektion vorliegt. Daneben spielt der Gesamtzustand des Patienten eine Rolle, da die Behandlung eine Belastung von Leber und/oder Nieren verursacht. Weitere Kriterien sind die Effektivität und die verschiedene lange Halbwertszeit der einzelnen Präparate, und nicht zuletzt spielt der Preis eine entscheidende Rolle.